# 陕西煤业股份
陕西煤业股份有限公司，簡稱陕西煤业股份（英語：Shaanxi Coal Industry Co., Ltd.，上交所：601225），在2008年12月23日，由陕西煤业化工集团有限责任公司和中国长江三峡集团公司、华能国际电力开发公司、陕西有色金属集团公司、陕西鼓风机集团公司於西安設立股份有限公司。
董事長楊照乾。業務在中國內地經營煤炭开采、洗选、加工、销售以及生产服务。
股份在2014年1月28日於上海證券交易所上市。招股價為4元人民幣，發行股份數目為10億股，集資額為40億元人民幣。主要基礎投資為上海合邦投资有限公司等。

## 外部連結
- shxcoal.com （页面存档备份，存于）